# Dolichomitus scutellaris
Dolichomitus scutellaris là một loài tò vò trong họ Ichneumonidae.